# Fatih Aksoy
Fatih Aksoy (sinh 6 tháng 11 năm 1997) là một cầu thủ bóng đá Thổ Nhĩ Kỳ thi đấu ở vị trí Trung vệ cho câu lạc bộ Thổ Nhĩ Kỳ Beşiktaş J.K. ở Süper Lig.

## Sự nghiệp chuyên nghiệp
Fatih ra mắt chuyên nghiệp cho Beşiktaş J.K. trong trận thắng 2-1 ở Cúp bóng đá Thổ Nhĩ Kỳ trước Kayserispor ngày 14 tháng 12 năm 2016. Anh ra mắt ở Süper Lig cho Beşiktaş trong trận hòa 0-0 trước Yeni Malatyaspor ngày 25 tháng 11 năm 2017.